# Peter Kruit
Peter Kruit (29 augustus 1973, Leiderdorp) is een Nederlands voormalig voetballer die speelde als aanvaller.   

## Loopbaan
Kruit begon te voetballen bij LV Roodenburg en speelde vervolgens bij K.v.v. Quick Boys. Hierna vertrok hij naar ADO Den Haag. Hij had samengespeeld met Pim Langeveld Op 4 oktober 1996 in de thuiswedstrijd tegen FC Den Bosch maakte Kruit zijn debuut voor ADO Den Haag. Hij kwam in de 73e minuut als invaller voor Jeffrey Rutten. De wedstrijd werd gelijk gespeeld. in 1998 keerde Kruit terug bij Quick Boys na mislukte avontuur bij ADO Den Haag. Hij had ook gespeeld bij JAC 
Kruit beëindigde zijn voetbalcarrière hierna werkt hij nu als een Haptotherapeut.